# Argenta (Emilia-Romagna)
Argenta ist eine Stadt mit 21.110 Einwohnern (Stand 31. Dezember 2023) in der Provinz Ferrara im Nordosten Italiens. Argenta liegt in der Region Emilia-Romagna etwa 30 km südöstlich von Ferrara und auf halbem Weg zwischen Ferrara und Ravenna.
Die Stadt befindet sich in der Bonifica, was Trockenlegung bedeutet, einer überwiegend flachen, landwirtschaftlich genutzten Region am Rande eines Feuchtgebiets, der Lagune von Comacchio. Ein Großteil dieser Lagune ist heute ein Naturschutzgebiet.

## Geschichte
Argenta wurde von den Römern gegründet. Im Mittelalter hatte die Stadt als Flusshafen eine Blütezeit. Vom Architekten Giovan Battista Aleotti (1546–1636) stammt die Kirche Oratorio di Santa Croce.
Die Stadt liegt in der Mitte eines kanalisierten und teilweise trockengelegten Gebietes. Ab 1909 war dafür das Consorzio della bonifica del Reno verantwortlich. 1915 wurden große Arbeiten in Angriff genommen, um das Umland der Stadt in Hochterrains und Tiefterrains einzuteilen und den Wasserfluss zu kontrollieren, was viele Arbeiter anzog. Diese als Tagelöhner beschäftigten Genossenschafter trugen die Erde mit Schaufeln ab und schleppten Lasten von 80 bis 100 Kilogramm auf ihrem Rücken davon.

## Sehenswürdigkeiten
- Pieve di San Giorgio, eine paläo-christliche Kirche am Fluss Reno[2]
- Ecomuseo di Argenta[2]
- Museo civico e Pinacoteca in der Kirche San Domenico[2]

## Persönlichkeiten
- Giacomo Vighi (um 1510–um 1570), als „Jacobo d’Argenta“ bekannter Portraitmaler
- Girolamo Belli (1552–um 1618), Komponist
- Luciano Savorini (1885–1964), Turner